# Mustapha Kouici
Mustapha Kouici (en arabe : مصطفى كويسي), (né le 16 avril 1954 à M'doukal, Algérie) est un footballeur international algérien. Il participe notamment à la coupe du monde de football 1982.
Il compte 49 sélections en équipe nationale entre 1976 et 1984.

## Palmarès
- Champion d'Algérie en 1969 et 1970 avec le CR Belcourt.
- Vainqueur de la coupe d'Algérie en 1969, 1970 et 1978.
- Vainqueur de la Coupe du Maghreb des clubs champions en 1970, 1971 et 1972 et finaliste en 1973.

### En Sélection
- Finaliste de la Coupe d'Afrique des nations en 1980.

- Vainqueur des Jeux Panafricains en 1978

## Distinctions personnelles
- Membre de l'équipe type de la CAN en 1980